# Montmagny (Francja)
Montmagny – miejscowość i gmina we Francji, w regionie Île-de-France, w departamencie Dolina Oise.
Według danych na rok 1990 gminę zamieszkiwało 11 505 osób, a gęstość zaludnienia wynosiła 3954 osób/km² (wśród 1287 gmin regionu Île-de-France Montmagny plasuje się na 222. miejscu pod względem liczby ludności, natomiast pod względem powierzchni na miejscu 819.).